# Altenhof (Förstchen)
Altenhof ist eine aus einer Hofschaft hervorgegangene Ortslage in der Stadt Leichlingen (Rheinland) im Rheinisch-Bergischen Kreis.

## Lage und Beschreibung
Altenhof westlich der ehemaligen Trasse der Landesstraße L288 am westlichen Rand von Leichlingen an der Stadtgrenze zu Langenfeld (Rheinland) am Ende der heutigen Straße Brucher Weg.
Westlich von Altenhof verläuft die Bundesautobahn 3. Nördlich grenzt das Naturschutzgebiet Riedbachaue, in dem der Galkhauser Bach entspringt, an. Nordöstlich von Altenhof liegt an der Landesstraße der Wohnplatz Förstchen, südöstlich der Wohnplatz Sandberg.
Weitere benachbarte, zumeist die in westliche Vorstadt Leichlingens aufgegangene Orte sind Kellerhansberg, Rothenberg, Roßlenbruch, Brückerfeld, Bremsen, Zwei Eichen, Trompete, Schraffenberg und Schnugsheide auf Leichlinger und Furth, Hapelrath und Dückenburg und Virneburg auf Langenfelder Stadtgebiet.

## Geschichte
Altenhof lag westlich der Sandstraße, einer Altstraße von Aufderhöhe nach Opladen. Die Preußische Uraufnahme von 1844 zeigt den Ort unbeschriftet, ebenso die Leichlinger Gemeindekarte von 1830.
1815/16 lebten 26 Einwohner im Ort. 1832 gehörte Altenhof unter dem Namen Altenhof beim Förstchen der Bürgermeisterei Leichlingen an. Der laut der Statistik und Topographie des Regierungsbezirks Düsseldorf als Ackergut kategorisierte Ort besaß zu dieser Zeit zwei Wohnhäuser und zwei landwirtschaftliche Gebäude. Zu dieser Zeit lebten 17 Einwohner im Ort, allesamt evangelischen Glaubens.
Im Gemeindelexikon für die Provinz Rheinland werden 1885 zwei Wohnhäuser mit zwölf Einwohnern angegeben. 1895 besitzt der Ort zwei Wohnhäuser mit acht Einwohnern, 1905 ein Wohnhaus und vier Einwohner.